# Al-Tilal Aden
El Al-Tilal Sports Club es un equipo de fútbol de Yemen que juega en la Liga Yemení, la liga de fútbol más importante del país.
Fue fundado en el año 1905 con el nombre Al-Ittihad al-Mohammadi, siendo el equipo de fútbol más viejo de Yemen. Ha ganado el título de liga en 2 ocasiones y 6 torneos de Copa Nacional.
A nivel internacional ha participado en 5 torneos continentales, donde su mejor participación ha sido en la Copa de la AFC del año 2012, donde avanzó hasta los Octavos de final.

## Palmarés
- Liga Yemení: 2

1991, 2005
- Copa Presidente de Yemen: 2

2007, 2010
- - Finalista: 2

2001, 2009
- Copa Naseem: 2

2000, 2003
- Copa Unidad de Yemen: 1

1999
- Ali Muhsin al-Murisi Cup: 1

2003

## Participación en competiciones de la AFC
- Copa de la AFC: 3 apariciones

2009 - Group Stage
2011 - Group Stage
2012 - Octavos de final
- Copa de Clubes de Asia: 1 aparición

1992 - Segunda ronda clasificatoria
- Recopa de la AFC: 1 aparición

1995 - abandonó en la Primera ronda